# Essertes
Essertes est une localité et une ancienne commune suisse du canton de Vaud, située dans le district de Lavaux-Oron. Elle a fusionné le 1er janvier 2022 avec la commune d'Oron.

## Toponymie
Essertes, dérivé de l'ancien français essart, signifie « terre défrichée ». Les plus anciennes mentions du village remontent aux XIIe et XIIIe siècles, avec in Sartis (1141) ; terram de Sartis (1154) ; Essertes (1155 env.) ; de Sertes (1218) ; Essertes (1271).

## Héraldique
De gueules au tronc d'arbre arraché et écoté d'or, sommé d'un coucou au naturel. Ces armoiries ont été adoptées par la commune en 1921. Le tronc arraché rappelle l'étymologie du lieu, ce toponyme signifiant « terrain défriché ».

## Histoire
En 1162, le comte Amédée Ier de Genève donne à l'abbaye de Haut-Crêt tout ce qu'il possède à Essertes. Dès lors, Essertes fait partie des biens de Haut-Crêt. Autour de la grange du couvent, des maisons sont construites et forment peu à peu un village. 
Jusqu'en 1814, Essertes, Châtillens et Les Tavernes ne formaient qu'une seule commune.
Le 29 janvier 2019, le Conseil général de la commune d’Essertes a accepté le principe d’engager des pourparlers en vue d’une fusion avec la commune d’Oron. Les deux municipalités travaillent dès lors sur un projet de convention de fusion. Le 28 septembre 2020, la convention est acceptée par le Conseil communal d'Oron et le Conseil général d'Essertes. L'objet est soumis au vote de la population des deux communes le 29 novembre 2020 qui l'acceptent à près de 88 % des voix. La fusion est mise en œuvre le 1er janvier 2022.